# المملكة المتحدة في الحروب النابليونية

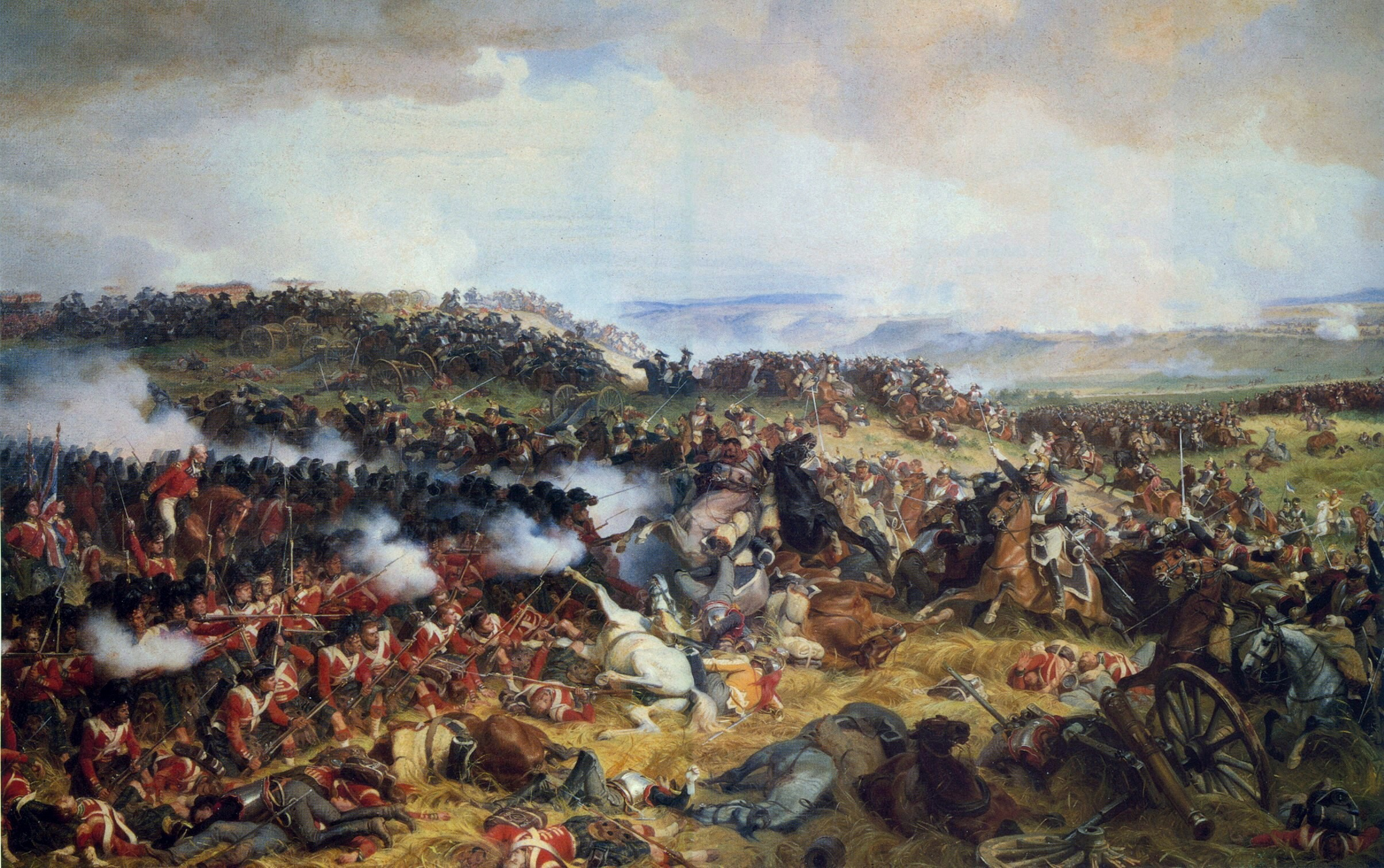
معركة واترلو.

كانت بريطانيا العظمى (لاحقًا المملكة المتحدة) أكثر أعداء نابليون ثباتًا، ولعبت الدور المركزي في سقوط نابليون حتى مع تبدل جميع القوى الكبرى الأخرى ذهابًا وإيابًا، من خلال سيادتها البحرية وتقديم إعانات مالية للحلفاء في البر الرئيسي الأوروبي والتدخل العسكري النشط في حرب الاستقلال الإسبانية.

## نظرة عامة
تحولت الثورة الفرنسية إلى مسابقة للأيديولوجيات بين مملكة بريطانيا العظمى المحافظة وجمهورية فرنسا الراديكالية. هدد نابليون الذي وصل إلى السلطة في عام 1799، بغزو بريطانيا العظمى ذاتها، وبمصير مماثل لدول أوروبا القارية التي اجتاحتها جيوشه. استثمر البريطانيون في الحروب النابليونية كل الأموال والطاقات التي كان بوسعهم استثمارها، وحاصرت البحرية الملكية البريطانية الموانئ الفرنسية. أعيدت تسمية مملكة بريطانيا العظمى في عام 1803 وأصبحت المملكة المتحدة بعد استيعاب أيرلندا.
بدأت الحرب في أوروبا مرة أخرى بعد فترة من الهدوء النسبي امتدت من عام 1801 إلى عام 1803، قدمت خلالها البحرية الملكية الدعم المادي والبحري للمتمردين الهايتيين الذين يقاتلون قوات نابليون في منطقة البحر الكاريبي. فشلت خطط نابليون لغزو بريطانيا بسبب ضعف البحرية، بينما هزم أسطول اللورد نيلسون كلًا من الفرنسيين والإسبان في معركة طرف الغار في عام 1805، والتي كانت آخر عمل بحري ذي أهمية من الحروب النابليونية.
كانت سلسلة الصراعات البحرية والاستعمارية، بما في ذلك عدد كبير من الأعمال البحرية الطفيفة، شبيهة بتلك التي شهدتها حروب الثورة الفرنسية والقرون السابقة من الحروب الأوروبية. يمكن أن يكون للصراعات في منطقة البحر الكاريبي، ولا سيما الاستيلاء على القواعد والجزر الاستعمارية طوال فترة الحروب، تأثير بسيط على الصراع الأوروبي. وصل الصراع النابليوني إلى نقطة يمكن للمؤرخين فيها أن يتحدثوا عن «حرب عالمية»، وكانت حرب السنوات السبع وحدها بمثابة سابقة للصراع واسع النطاق على هذا المقياس.
حاول نابليون أيضًا شن حرب اقتصادية ضد بريطانيا، وخاصة من خلال مرسوم برلين لعام 1806، إذ منع استيراد السلع البريطانية إلى البلدان الأوروبية المتحالفة مع فرنسا أو المعتمدة عليها، وعمل على تطبيق الحصار القاري في أوروبا. كان من المقرر قطع جميع الاتصالات، حتى البريد. هُرب التجار البريطانيون في العديد من البضائع ولم يكن الحصار القاري سلاحًا قويًا في الحرب الاقتصادية. أُلحقت بعض الأضرار ببريطانيا وخاصة في عامَي 1808 و1811، لكن سيطرتها على المحيطات ساعدت في تخفيف الضرر. أُلحق المزيد من الضرر باقتصاد كل من فرنسا وحلفائها، إذ خسرت شريكًا تجاريًا مفيدًا. اكتسبت الحكومات الغاضبة حافزًا لتجاهل الحصار القاري، ما أدى إلى إضعاف تحالف نابليون.
ظل الجيش البريطاني يشكل تهديدًا بسيطًا لفرنسا، على الرغم من عدد جنوده الذي بلغ 220 ألف جندي فقط وقفوا في وجه الحروب النابليونية، بينما وصل عدد جنود الجيش الفرنسي إلى مليون رجل، بالإضافة إلى جيوش العديد من الحلفاء ومئات الآلاف من أفراد الحرس الوطني الذي كان بإمكان نابليون تجنيده لو لزم الأمر. على الرغم من عرقلة القوات البحرية الملكية بشكل فعلي لتجارة فرنسا الخارجية القارية، سواء عن طريق تهديد السفن الفرنسية والاستيلاء عليها أو من خلال الاستيلاء على الممتلكات الاستعمارية الفرنسية، لم تستطع فعل شيء في ما يتعلق بتجارة فرنسا مع الاقتصادات القارية الرئيسية، ولم تشكل تهديدًا كبيرًا للأرض الفرنسية في أوروبا. بالإضافة إلى ذلك، فاق عدد سكان فرنسا وقدرتها الزراعية قدرة بريطانيا.
اعتقد كثيرون في الحكومة الفرنسية أن عزل بريطانيا عن القارة من شأنه أن ينهي نفوذها الاقتصادي على أوروبا ويعزلها، وعلى الرغم من تطبيق الفرنسيين للحصار القاري بهدف تحقيق هذه الغاية، لم ينجحوا في هدفهم قط. تمتلك بريطانيا أكبر قدرة صناعية في أوروبا، وسمحت لها سيادتها للبحار ببناء قدر كبير من القوة الاقتصادية من الإتجار في ممتلكاتها في إمبراطورتيها الجديدة سريعة التوسع. كانت سيطرة بريطانيا على البحر تعني أن فرنسا لن تتمكن أبدًا من الاستمتاع بالسلام الضروري لتعزيز سيطرتها على أوروبا، لن تتمكن من تهديد الجزر ولا المستعمرات البريطانية الرئيسية.
لم يكن من الممكن للعروض الجانبية مثل حملة البوارج التي شُنت ضد الدانمارك، وحملة فالشيرين ضد هولندا، وحرب عام 1812 ضد الولايات المتحدة، أذية نابليون، في الوقت الذي سمحت فيه أخيرًا الانتفاضة الإسبانية الحاصلة في عام 1808 لبريطانيا بالحصول على موطئ قدم في القارة. أقدم دوق ولنغتون وجيشه المؤلف من البريطانيين والبرتغاليين على طرد الفرنسيين بشكل تدريجي من إسبانيا في أوائل عام 1814، إذ كان نابليون قد طُرد من الشرق من قبل البروسيين والنمساويين والروس، وغزا ويلنغتون جنوب فرنسا. بعد استسلام نابليون ونفيه إلى جزيرة إلبا، بدا أن السلام قد عاد، ولكن عند هروبه مرة أخرى إلى فرنسا في عام 1815، كان على البريطانيين وحلفائهم القتال معه مرة أخرى. هزمت جيوش ويلنغتون وفون بلوشر نابليون مرة واحدة وإلى الأبد في معركة واترلو.

### شبكة الدعم المدني
حشدت بريطانيا شبكة دعم مدني واسعة لدعم جنودها. تستكشف المؤرخة جيني أوغلو (2015) العديد من الروابط بين الجيش وشبكة الدعم التابعة له؛ لُخّصت بمراجعة كتابها لكريستين هاينز:
مجموعة كاملة من الجهات المدنية الفاعلة بما في ذلك: مقاولو الجيش الذين قدموا كميات هائلة من الخيام، وحقائب الظهر، وأماكن الإطعام، والزي الرسمي، والأحذية، والبنادق، والبارود، والسفن، والخرائط، والتحصينات، واللحوم، والبسكويت؛ والمصرفيون والمضاربون الذين مولوا المعدات بالإضافة إلى الإعانات لحلفاء بريطانيا... ووكلاء تحصيل الإيرادات، الذين جمعوا مجموعة واسعة من الضرائب المفروضة لتمويل الحروب؛ والمزارعون، الذين كانت ثرواتهم ترتفع وتهبط لا بسبب الطقس فقط بل بسبب الحرب أيضًا؛ ونخبة المجتمع، الذين حافظوا على روتين حياتهم خلال الحرب الذي شمل التسلية والملاهي؛ والعمال، الذين وجدوا في الحرب فرصًا للحصول على وظائف جديدة وأجور أعلى، ولكنهم تعرضوا للكثير من المظالم التي أدت إلى الإضرابات وأعمال الشغب؛ والفقراء، الذين عانوا الكثير من كل ما سبق... وشاركت النساء في الحرب لا بعلاقتهن مع المقاتلين فقط، بل بصفتهن مومسات، وخياطات، وعملهن في غسل الملابس، والغزل، وصناعة الضمادات، ومتابعة أخبار غرفة الرسم.

### تمويل الحرب
كان أحد العوامل الرئيسية في نجاح بريطانيا هو قدرتها على تعبئة الموارد الصناعية والمالية للدولة وتطبيقها في هزيمة فرنسا. بلغ عدد سكان بريطانيا نحو 16 مليون نسمة، وهو بالكاد يمثل نصف حجم فرنسا التي بلغ عدد سكانها 30 مليون نسمة. واجهت بريطانيا العدد الكبير لجنود فرنسا من خلال إعانات الدعم، إذ دفعت لنسبة كبيرة من الجنود النمساويين والروس، وبلغت ذروة الأعداد نحو 450 ألف جندي في عام 1813. كان الناتج الوطني البريطاني الذي ظل قويًا الأمر الأكثر أهمية، إلى جانب التنظيم الجيد لقطاع الأعمال الذي كان يوجه المنتجات بحسب حاجة المؤسسة العسكرية. قوّض نظام تهريب المنتجات النهائية إلى القارة الجهودَ الفرنسية لتدمير الاقتصاد البريطاني بقطع الأسواق. بلغت الميزانية البريطانية في عام 1814 نحو 88 مليون جنيه إسترليني، بما في ذلك 10 ملايين جنيه إسترليني للبحرية و40 مليون جنيه إسترليني للجيش و10 ملايين جنيه للحلفاء و38 مليون جنيه إسترليني كفائدة على الدين الوطني. ارتفع الدين الوطني إلى 679 مليون جنيه إسترليني، أي إلى أكثر من ضعف الناتج المحلي، مدعومًا طواعية بمئات الآلاف من المستثمرين ودافعي الضرائب، على الرغم من الضرائب العالية على الأرض وضريبة الدخل الجديدة. بلغت تكلفة الحرب بأكملها 831 مليون جنيه إسترليني. في مقابل ذلك، كان النظام المالي الفرنسي غير كاف، واضطرت قوات نابليون إلى الاعتماد بشكل جزئي على طلبات الشراء من الأراضي التي غزتها.